# Junta Suprema de Govern
|  | No s'ha de confondre amb Junta Suprema Central. |

La Junta Suprema de Govern va ser un òrgan de regència instituït el 10 d'abril de 1808 pel rei Ferran VII d'Espanya, que seria l'encarregada de dirigir els afers del regne en la seva absència, quan va haver de viatjar a França convocat per Napoleó. En va nomenar el seu oncle l'infant Antoni Pasqual com a president.
Després de la fugida d'est cap a Baiona el 4 de maig de 1808, va ser presidida pel general Murat, Lloctinent de Napoleó a Espanya, fins a la retirada de l'exèrcit francès del país.

## Presidència de l'infant Antoni Pasqual

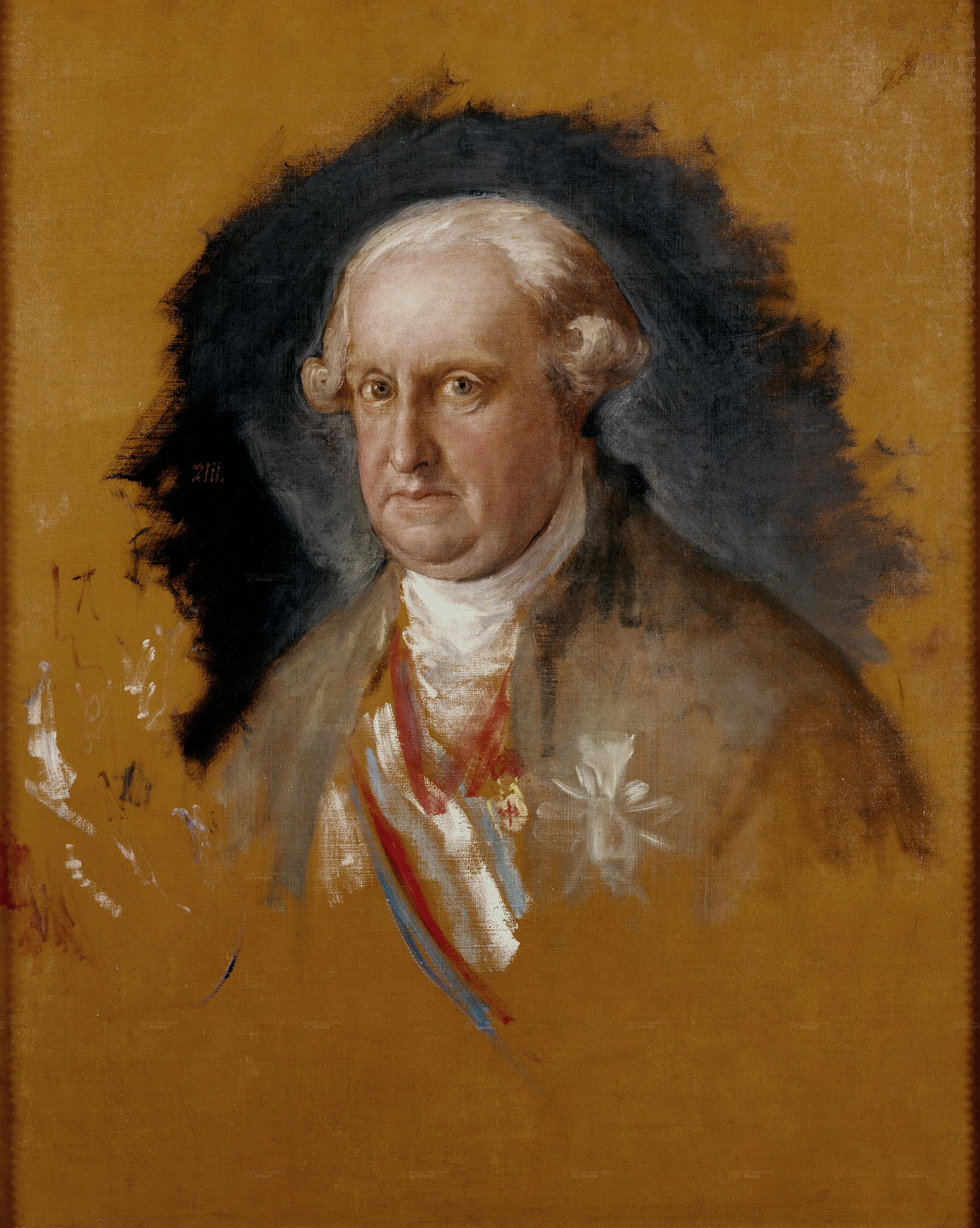
L'infant Antoni Pasqual, oli sobre tela.
Esbós per La família de Carles IV.
Francisco de Goya, 1800. Museu del Prado.

Quan el 10 d'abril de 1808 el nou rei d'Espanya Ferran VII, no reconegut pel seu pare Carles IV, després del cop d'estat que va passar a la història amb el nom de Motí d'Aranjuez, va haver de viatjar a França convocat per Napoleó (i on va ser un dels principals protagonistes del lamentable espectacle de les abdicacions de Baiona) el seu oncle Antoni Pasqual va quedar a Madrid com a president de la Junta Suprema de Govern encarregada de dirigir els afers del regne en la seva absència.
Però aquest va aguantar poc temps en el càrrec. Quan l'infant va veure que Madrid no era un lloc segur a causa de l'agressivitat de les tropes franceses del mariscal Murat, gran duc de Berg, cunyat de Napoleó i el seu Lloctinent a Espanya, en la matinada del dia 4 de maig de 1808, va fugir cap a Baiona cames ajudeu-me, i abandonar les seves funcions de president de la Junta Suprema. En fugir, l'infant va deixar una carta al degà de la Junta, Gil y Lemos, en la qual deia:
| «                | Al senyor Gil. A la Junta per al seu govern li poso en la seva notícia que m'he marxat a Baiona, i dic a aquesta Junta que ella segueix en els mateixos termes com si jo hi estigués. Déu ens la doni bona. A Déu senyors, fins a la vall de Josafat. | » |
| — Antoni Pasqual | |   |

En l'escàs temps en què l'infant Antoni va exercir la presidència de la Junta Suprema (del 10 d'abril al 3 de maig) va prendre algunes decisions extravagants que van sorprendre diverses generacions d'historiadors. Per exemple, va decretar que els empleats públics caminessin de puntetes pels passadissos i despatxos dels seus departaments per no distreure el treball dels seus companys, que els segells en sec de paper que es fixaven als documents, que eren rodons, fossin quadrats perquè no recordessin les Sagrades Formes, i que els calbs conservessin posat el barret en els seus llocs de treball. No va considerar l'infant que hagués d'explicar els motius d'aquesta última ocurrència.

## Presidència de Murat

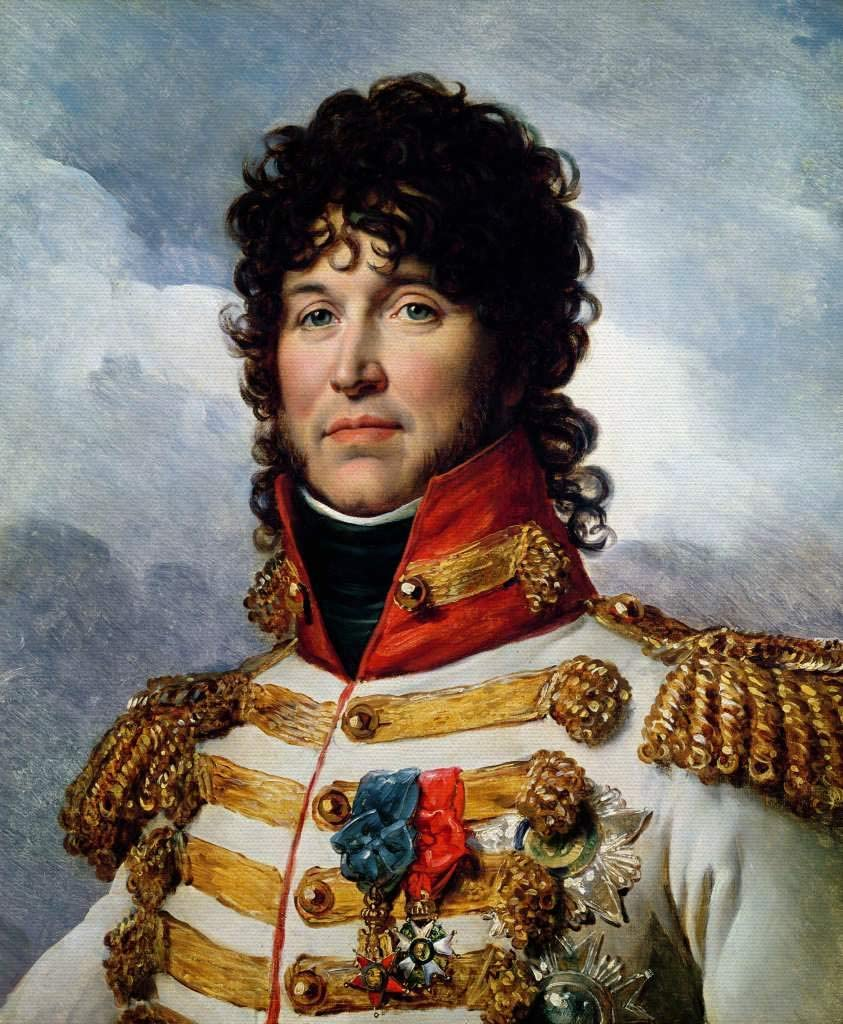
El general Joachim Murat, cunyat de Napoleó,
Mariscal de França,
Príncep de l'Imperi,
Gran Duc Berg,
Lloctinent de Napoleó a Espanya (1808),
Rei de Nàpols (1808).

Murat va entrar a Espanya el 1808 amb el rang de comandant de l'exèrcit i governador de Madrid. Com a tal, va viure com a protagonista l'aixecament del 2 de maig de 1808, veritable revolta popular antifrancesa que ell reprimiria a sang i foc: va ordenar disparar a la multitud que es congregava davant el Palau Reial i després va enviar les tropes que es trobaven fora de Madrid perquè ocupessin la capital i sufoquessin l'aixecament. Va donar instruccions per dur a terme un càstig exemplar durant els dies 2 i 3 de maig, incloent nombrosos afusellaments sense cap mena de judici. Finalment, va elaborar un detallat informe enviat a Napoleó, que es trobava a Baiona reunit amb el rei Carles IV i el seu fill Ferran; en aquest informe analitza els fets amb tal cruesa que Napoleó culpa pare i fill del vessament de sang i exigeix l'abdicació d'ambdós.
Quan l'infant Antoni Pasqual va sortir de Madrid el 4 de maig, Murat es va presentar a la Junta Suprema per demanar formar-ne part tot i rebre una negativa inicial; però va tornar a presentar-se per sorpresa una altra vegada, en una reunió de nit, i els restants membres, que volien evitar mals majors, ho van acceptar.
El 6 de maig la Junta va rebre un decret datat el dia 4 pel qual Carles IV nomenava Murat Lloctinent del Regne perquè governés en el seu propi nom (del rei Carles), en virtut de l'autoritat que atorgava la protesta de la renúncia al tron del 19 de març; i el 10 de maig va rebre els decrets de 5 de maig de convocatòria de Corts i de trasllat de la Junta a llocs segurs, i el de 6 de maig de renúncia de Ferran VII, que revertia els seus drets en el seu pare Carles IV.

La Junta Suprema va decidir ignorar els de 5 de maig i publicar el de renúncia del 6 de maig. No obstant això, atès que Carles IV ja havia renunciat, de nou, a la corona, Murat va quedar com a Lloctinent d'un Regne sense rei, els drets del qual tenia l'emperador dels francesos fins al nomenament d'un nou rei (com apreciem en un decret del 25 de maig). Murat, aprofitant l'ocasió, va arribar a proposar-se com a candidat a rei i, de fet, es va comportar com a tal fins que Napoleó va designar al seu germà Josep, encara que el consolaria donant-li, el 15 de juliol de 1808, el tron de Nàpols, que deixava vacant Josep, i que ocuparia com el nom de Joaquim I Napoleó. Espanya estava en aquest moment en interregne (terme que apareix en el decret de 6 de juny proclamant Josep I rei d'Espanya).

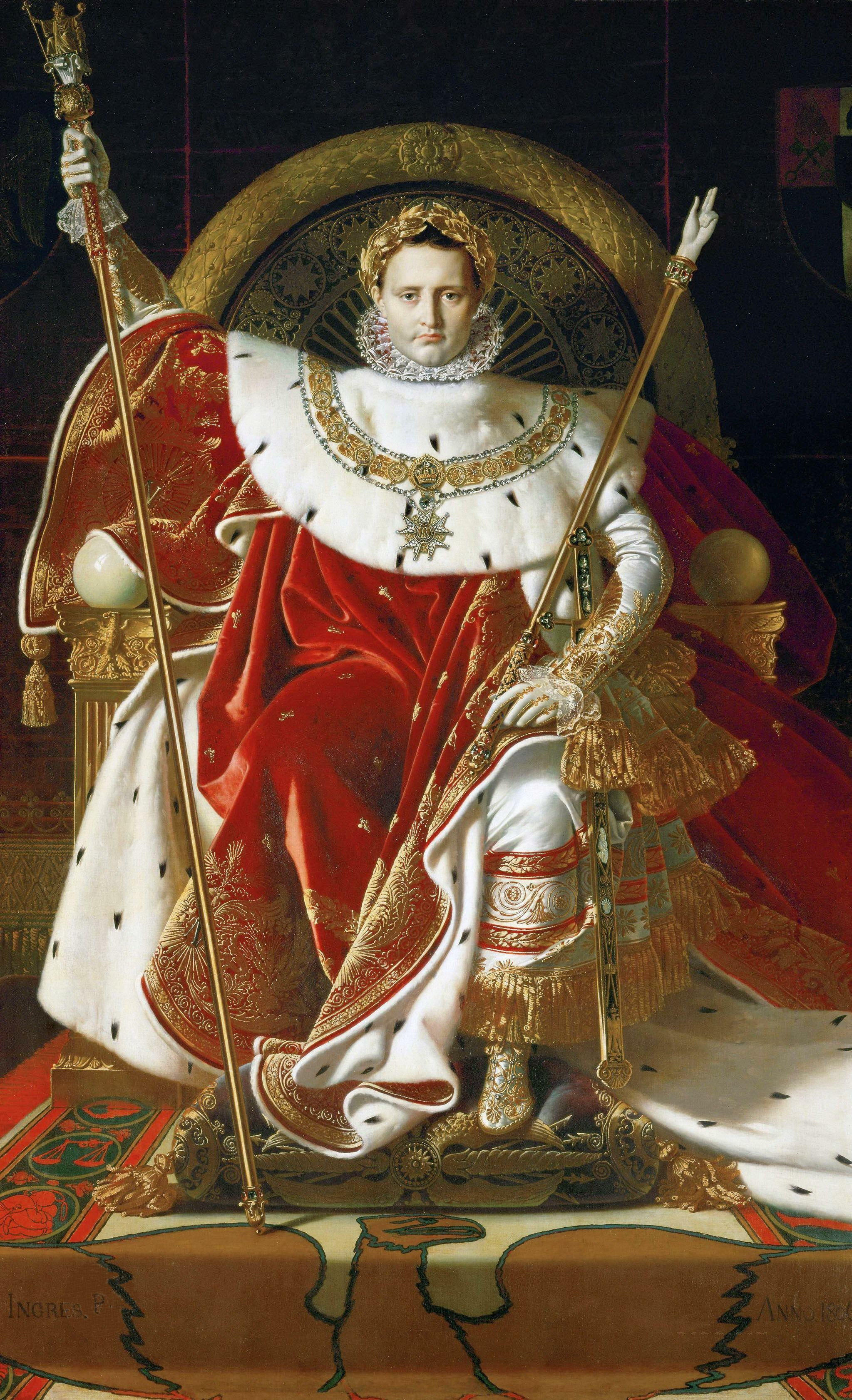
Napoleó I en el seu tron imperial.
Retratat per Ingres en 1806.

Un cop aconseguides les renúncies reials i la submissió de les autoritats, al maig, Napoleó, dipositari dels drets del Tron, va encomanar el Lloctinent del Regne i la Junta Suprema de Govern la convocatòria d'una Diputació General o Assemblea de Notables, de 150 persones, que es reuniria a Baiona per tractar de l'estat del regne d'Espanya.
El 25 de maig el propi Napoleó va llançar una proclama als espanyols en què indicava que no anava a regnar a Espanya i confirmar la convocatòria de l'Assemblea de Notables a Baiona i, de pas, confirmar Murat en el seu llocMurat.
| «                             | Espanyols: després d'una llarga agonia la vostra nació anava a perir. He vist els vostres mals i vaig a remeiar-los... Els vostres prínceps m'han cedit tots els seus drets a la corona de les Espanyes; jo no vull regnar a les vostres províncies... i us faré gaudir dels beneficis d'una reforma sense que experimenteu crebants, desordres i convulsions. Espanyols: he fet convocar una assemblea general de les diputacions, de les províncies i de les ciutats. Jo mateix vull saber els vostres desitjos i les vostres necessitats... assegurant-vos al mateix temps una Constitució que conciliï la santa i saludable autoritat del Sobirà amb les llibertats i privilegis del poble. Espanyols: recordeu-vos del que han estat els vostres pares, i mireu al que heu arribat. No és vostra la culpa, sinó del mal govern que us regia. Jo vull que la meva memòria arribi fins als vostres últims nets i que exclamin: és el regenerador de la nostra pàtria. | » |
| — Baiona, 25 de maig de 1808. | |   |

El 6 de juny, va dictar un decret en el que nomenava el seu germà Josep com a rei d'Espanya. L'endemà, Napoleó li va demanar al seu germà, que acabava d'arribar a Baiona, que acceptés la corona. Allí va ser reconegut com a tal per les autoritats espanyoles presents. Josep va acceptar la corona el 10 de juny, i confirmà Murat com a Lloctinent del regne. El rei Josep va arribar a Madrid el 20 de juliol, i va ser proclamat rei el 25, acabant amb això la història de la Junta Suprema de Govern.